# آرارات (ویرجینیا)
آرارات (به انگلیسی: Ararat) یک منطقهٔ مسکونی در ایالات متحده آمریکا است که در شهرستان پاتریک، ویرجینیا واقع شده است.